# HPD (série de mines)
La HPD-1, HPD-2 et HPD-3, pour Haut Pouvoir de Destruction est une famille de mine antichar en forme de sabot fabriquée en France

## Historique
Elle est conçue par Thomson-CSF et Daimler-Chrysler Aerospace dans les années 1980 et entre en service dans l’armée française en 1989. Pour la production de munitions dont ces mines, ils ont organisé la coentreprise TDA Armements en fin 1994, depuis 2018 un établissement de Thales. L'usine pour les mines étant à La Ferté-Saint-Aubin.
Elle est utilisée notamment pendant l'invasion russe de l'Ukraine en 2022.

## Description
Son corps est peu métallique, ce qui est un atout dans le cas de détection par détecteur de métal. Elle perfore 70 mm d'acier ; Elle est capable de transpercer le plancher d'un char d'assaut et de cisailler ses chenilles, quelle que soit leur largeur. Sa mise à feu électromagnétique ne nécessite pas de contact direct mais se produit par le passage sur la mine d'une masse métallique importante, comme celle d'un véhicule. Cette mine doit être enterrée. 
La mine antichar 88, la version construite en Suisse, est engagée selon une période active réglable de plusieurs mois, au terme desquels un marqueur d'autoneutralisation sous la forme d'une tige surgit du sol ; la mine est alors désactivée et elle peut alors être retirée du sol sans danger et réutilisée. Son poids total est de 6,1 kg pour la HPD-1/Mine antichar 88 dont 3,0 kg d'explosif.